# Cordia meridensis
Cordia meridensis är en strävbladig växtart som beskrevs av J. Gaviria. Cordia meridensis ingår i släktet Cordia, och familjen strävbladiga växter. Inga underarter finns listade i Catalogue of Life.